# Santa Maria dei Martiri (Altamura)
A Santa Maria dei Martiri egy templom Altamura történelmi városközpontjában.

## Története
A templomot a 13. században építették román stílusban a helyi görög lakosság számára, az egyik kis városkapu az úgynevezett Porticella szomszédságában. Egyike a legrégebbi altamurai templomoknak. A 16. századig görög ortodox templom maradt, s csak ezt követően vette át a római katolikus egyház. Ugyanekkor épült meg a városkapu és a templom közé beékelődve a kis San Liberatore templom. A 18. században jelentősen átalakították, ekkor kapta rokokó díszítéseit és ekkor kapta ma is használatos nevét is. A templomot a pékek céhe gondozta.